# Ведмедівка (Рівненський район)
Ведме́дівка — село в Україні, у Рівненському районі Рівненської області. Населення становить 30 осіб.

## Історія
12 червня 2020 року, відповідно до розпорядження Кабінету Міністрів України № 722-р від «Про визначення адміністративних центрів та затвердження територій територіальних громад Рівненської області», увійшло до складу Березнівської міської громади.
19 липня 2020 року, в результаті адміністративно-територіальної реформи та ліквідації Березнівського району, село увійшло до складу Дубенського району.

## Населення
За переписом населення 2001 року в селі мешкало 30 осіб. 100 % населення вказало своєї рідною мовою українську мову.